# Équipe d'Angleterre de rugby à XIII
 (février 2025).
Si vous disposez d'ouvrages ou d'articles de référence ou si vous connaissez des sites web de qualité traitant du thème abordé ici, merci de compléter l'article en donnant les références utiles à sa vérifiabilité et en les liant à la section « Notes et références ».
 (février 2025).
L'Équipe d'Angleterre de rugby à XIII est constituée par une sélection des meilleurs joueurs anglais sous l'égide de la Rugby Football League. Alors que la plupart des équipes nationales à travers le monde représentent un État indépendant, les quatre Homes Nations qui forment le Royaume-Uni sont chacune représentées par une équipe nationale distincte au cours des tournois internationaux. L'équipe d'Angleterre n'a pas de stade attitré mais évolue le plus souvent à Elland Road à Leeds ou au DW Stadium de Wigan.
Pendant longtemps, ce fut la sélection de Grande-Bretagne qui représentait le Royaume-Uni lors des Coupes du monde, l'Angleterre y étant incorporée avec le pays de Galles et l'Écosse, à l'exception de l'édition 1975 où l'Angleterre finit finaliste. Depuis l'édition 1995, l'équipe d'Angleterre est présente en coupe du monde, quant à l'Irlande elle dispute sa première coupe du monde en 2000. En revanche, la sélection anglaise a disputé toutes les éditions de la Coupe d'Europe depuis sa création en 1935 jusqu'en 2004, date à laquelle elle a renoncé à y prendre part. Enfin, elle participe depuis 2009 au Tournoi des Quatre Nations (succédant au Tri-Nations disputé entre 1999 et 2006).
L'équipe d'Angleterre est l'une des trois plus puissantes nations en compagnie de l'Australie et de la Nouvelle-Zélande, cependant sa meilleure performance en coupe du monde est finaliste en 1975, 1995 et 2017, tout comme dans le Tournoi des Quatre Nations en 2009 et 2011.

## Histoire
Le rugby à XIII est né dans le nord de l'Angleterre en 1895 d'une scission au sein de la Rugby Football Union qui a donné naissance à la Northern Rugby Football Union. Ce ne sont pas seulement des joueurs anglais qui font la scission mais également des joueurs écossais et gallois.
L'Équipe d'Angleterre de rugby à XV a toujours joué des matchs internationaux depuis 1871, cependant l'Équipe d'Angleterre de rugby à XIII dispute son premier match international neuf ans après la scission, en 1904. Après avoir annulé un match pour le jour de l'an de 1904 à Oldham en raison d'un terrain impraticable, le 5 avril 1904, l'équipe d'Angleterre affronte une sélection appelée "Other Nationalities" ("Autres Nationalités") composée de dix Gallois et de deux Écossais dont le capitanat revient à George Frater. La Northern Union était dans une phase d'expérimentation où chaque équipe alignait douze joueurs au lieu de treize. Devant 6 000 spectateurs à Wigan, la sélection anglaise est battue 3-9. L'année suivante, le 2 janvier 1905, l'Angleterre remportait lors de son deuxième match son premier succès international en battant les "Autres Nationalités" 26-11 à Bradford, où chaque sélection est composée de quinze joueurs.
Lors des années 1908-1909, l'Angleterre (mais également la Grande-Bretagne) dispute ses premiers test-match à domicile contre la Nouvelle-Zélande, l'Australie et le pays de Galles. En 1910, elle effectue sa première tournée en hémisphère sud.
Dans les années 1930, l'Angleterre participe à la première coupe d'Europe, qu'elle remporte contre la France et le pays de Galles, mais ce sont ces deux derniers qui remportent les quatre éditions suivantes en 1936, 1937, 1938 et 1939. Au sortir de la Seconde Guerre mondiale, la compétition reprend et l'Angleterre retrouve le titre en 1946, 1947 et 1948. Les éditions suivantes dans les années 1950 sont remportées par l'Angleterre, la France et la sélection "Autres Nationalités" qui a été incorporée en 1950.
Toutefois, lors de la création de la coupe du monde en 1954, la sélection anglaise est comprise dans la sélection britannique jusqu'en 1995 à l'exception de l'édition 1975 où elle finit finaliste. Lors de l'édition 1975, la fédération internationale souhaitait capitaliser sur le montée des joueurs gallois et a demandé aux Anglais et Gallois de constituer deux sélections distinctes.
De 1970 à 2004, l'Angleterre remporte huit des onze éditions de la coupe d'Europe, marquant son leadership européen. Depuis 2005, elle renonce à y prendre part.

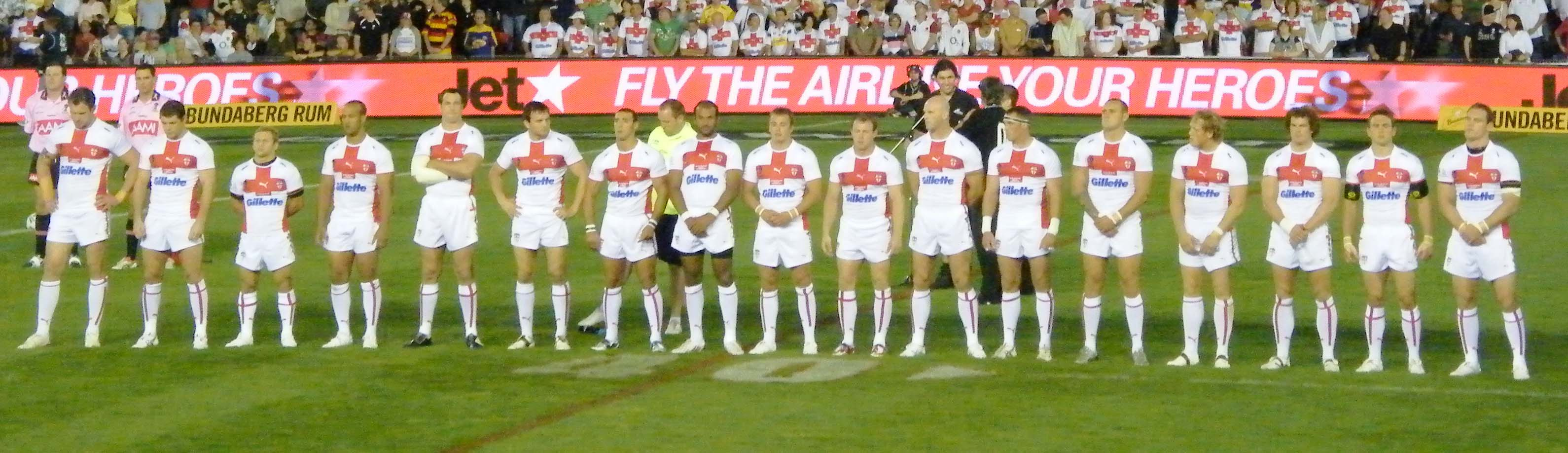
L'équipe d'Angleterre lors de la coupe du monde 2008.

En Coupe du monde, l'Angleterre réapparaît en 1995 où elle termine finaliste contre l'Australie à Wembley, mais en 2000 elle est battue en demi-finale par la Nouvelle-Zélande tout comme lors de l'édition 2008. Enfin, depuis 2009, l'Angleterre a remplacé numériquement la Grande-Bretagne dans le tournoi des Quatre Nations (précédemment le Tri-Nations) avec comme meilleure performance une finale perdue en 2009 contre l'Australie 16-46, après avoir battu les champions du monde en titre la Nouvelle-Zélande 20-12.

## Palmarès
| Coupe du monde (0) | Quatre Nations (0) | Coupe d'Europe (14)                                                                                 |
| - 1975 : Vice-champion - 1995 : Vice-champion - 2000 : Demi-finaliste - 2008 : Demi-finaliste - 2013 : Demi-finaliste - 2017 : Vice-champion - 2021 : Demi-finaliste | - 1999 : Troisième - 2004 : Finaliste - 2005 : Troisième - 2006 : Troisième - 2009 : Finaliste - 2010 : Troisième - 2011 : Finaliste | - Victoires : 1935, 1946, 1947, 1948, 1950, 1954, 1970, 1975, 1978, 1979, 1980, 1996, 2003 et 2004. |

## Parcours en Coupe du monde

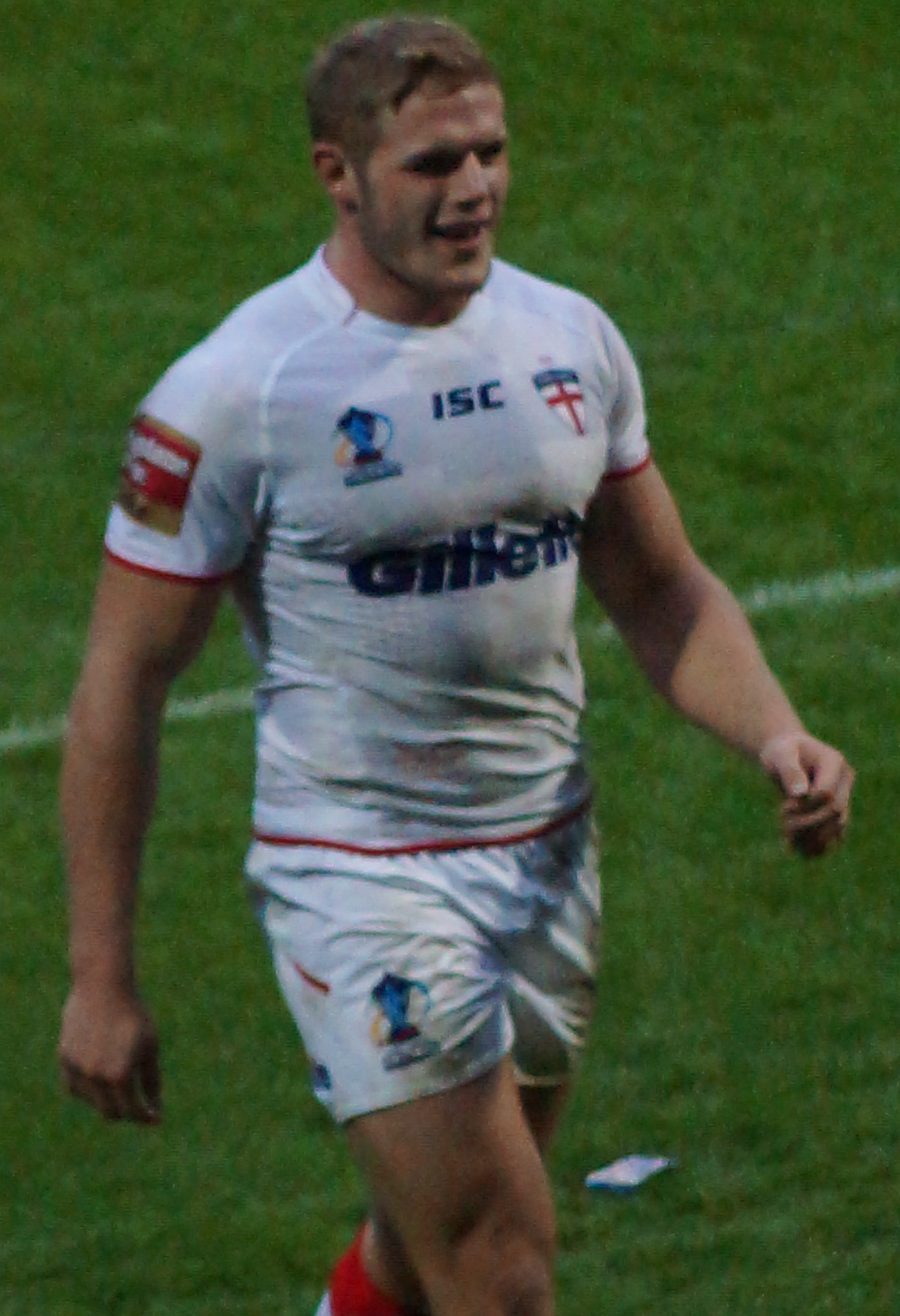
Tom Burgess fait partie de la sélection en automne 2018.

| Année | Position    |         | Année       | Position |             | Année | Position |
| 1954  | Non invitée | 1975    | Finaliste   | 2008     | Demi-finale |       |          |
| 1957  | Non invitée | 1977    | Non invitée | 2013     | Demi-finale |       |          |
| 1960  | Non invitée | 1985-88 | Non invitée | 2017     | Finaliste   |       |          |
| 1968  | Non invitée | 1989-92 | Non invitée | 2021     | Demi-finale |       |          |
| 1970  | Non invitée | 1995    | Finaliste   | 2025     |             |       |          |
| 1972  | Non invitée | 2000    | Demi-finale |          |             |       |          |

### Effectif actuel de l'équipe d'Angleterre
Les joueurs présents ci-dessous sont les joueurs qui sont convoqués pour la Coupe du monde 2022.
| Nom              | Date de naissance | Sélections (Pts marqués) | Club                          | Première sélection |
| ---------------- | ----------------- | ------------------------ | ----------------------------- | ------------------ |
| Sam Tomkins      | 23 mars 1989      | 25 (74)                  | Dragons Catalans              | 17 octobre 2009    |
| Andrew Ackers    | 25 décembre 1993  | 0 (0)                    | Salford Red Devils            | -                  |
| Joe Batchelor    | 28 octobre 1994   | 0 (0)                    | St Helens RLFC                | -                  |
| John Bateman     | 30 septembre 1993 | 17 (28)                  | Wigan Warriors                | 24 octobre 2015    |
| Thomas Burgess   | 21 avril 1992     | 25 (12)                  | South Sydney Rabbitohs        | 26 octobre 2013    |
| Michael Cooper   | 15 septembre 1988 | 9 (0)                    | Wigan Warriors                | 24 octobre 2015    |
| Herbie Farnworth | 23 décembre 1999  | 0 (0)                    | Brisbane Broncos              | -                  |
| Ryan Hall        | 27 novembre 1987  | 38 (140)                 | Hull KR                       | 13 juillet 2009    |
| Christopher Hill | 3 novembre 1987   | 29 (0)                   | Huddersfield Giants           | 27 octobre 2012    |
| Morgan Knowles   | 5 novembre 1996   | 1 (0)                    | St Helens RLFC                | 23 octobre 2021    |
| Matthew Lees     | 4 février 1998    | 0 (0)                    | St Helens RLFC                | -                  |
| Thomas Makinson  | 10 octobre 1991   | 5 (24)                   | St Helens RLFC                | 24 juin 2018       |
| Michael McIlorum | 10 janvier 1988   | 5 (0)                    | Dragons Catalans              | 27 octobre 2012    |
| Michael McMeeken | 10 mai 1994       | 2 (0)                    | Dragons Catalans              | 6 mai 2017         |
| Mikolaj Oledzki  | 11 août 1998      | 1 (0)                    | Leeds Rhinos                  | 23 octobre 2021    |
| Kai Pearce-Paul  | 19 février 2001   | 0 (0)                    | Wigan Warriors                | -                  |
| Victor Radley    | 14 mars 1998      | 0 (0)                    | Sydney Roosters               | -                  |
| Marc Sneyd       | 9 février 1991    | 0 (0)                    | Salford Red Devils            | -                  |
| Luke Thompson    | 27 avril 1995     | 4 (4)                    | Canterbury-Bankstown Bulldogs | 17 octobre 2018    |
| Kallum Watkins   | 12 mars 1991      | 25 (52)                  | Salford Red Devils            | 27 octobre 2012    |
| Jack Welsby      | 17 mars 2001      | 0 (0)                    | St Helens RLFC                | -                  |
| Elliot Whitehead | 4 septembre 1989  | 20 (28)                  | Canberra Raiders              | 8 novembre 2014    |
| George Williams  | 31 octobre 1994   | 10 (4)                   | Warrington Wolves             | 24 octobre 2015    |
| Dominic Young    | 9 août 2001       | 0 (0)                    | Newcastle Knights             | -                  |